# Miniochoerus
Miniochoerus es un género extinto de mamífero oreodonte pequeño endémico de América del Norte durante fines del Eoceno y principios del Oligoceno (hace 38—30.8 millones de años), el cual existió durante unos 30.8 a 24.8 millones de años.

## Taxonomía
Miniochoerus fue nombrado por Schultz y Falkenbach (1956). Su especie tipo es Miniochoerus battlecreekensis. Lander en 1998 le dio el nombre sinónimo de Oreonetes. Fue asignado a Merycoidodontidae por Schultz y Falkenbach (1956) y por Stevens y Stevens (1996).

### Especies
- M. affinis (sinónimos: Merycoidodon platycephalus, M. battlecreekensis, Oreodon coloradoensis, Stenopsochoerus sternbergi)
- M. chadronensis (sinónimos: Parastenopsochoerus conversensis, Stenopsochoerus douglasensis, S. reideri)
- M. forsythae
- M. gracilis
- M. starkensis (sinónimos: M. cheyennensis, M. helprini, M. nicholsae, M. ottensi, Platyochoerus hatcreekensis, P. heartensis, Stenopsochoerus berardae, S. joderensis)

## Morfología
Tenía el tamaño de un perro pequeño. Sus cráneos son pequeños y cortos, comparados con los cráneos de otras especies de oreodontes, muchas de las cuales poseen cabezas proporcionalmente más grandes. A diferencia de otras especies de oreodontes, tenían caninos pequeños que les servían de poco frente a amenazas. El género se desarrolló a fines del Eoceno, y sobrevivió a la extinción de finales del Eoceno, produciendo una línea de evolución enana a principios del Oligoceno.
Un único espécimen fue analizado por M. Mendoza quien estimó que su peso era de unos 32.4 kg.

## Distribución fósil
Se han encontrado sus fósiles en los Estados Unidos, en los estados de Dakota del Norte, Dakota del Sur, Nebraska, Montana y Wyoming.